# Thập niên 690
Thập niên 690 hay thập kỷ 690 chỉ đến những năm từ 690 đến 699.